# Nicos Anastasiades
Nicos Anastasiades (em grego:  Νίκος Αναστασιάδης, 27 de setembro de 1946) é um político cipriota, e foi presidente de seu país de 2013 a 2023.

## Carreira profissional
Anastasiades é advogado de negócios de profissão e é o fundador do escritório de advocacia "Nicos Chr. Anastasiades & Partners". Formou-se em Direito pela Universidade de Atenas e concluiu pós-graduação em Direito marítimo na University College London. Durante seus estudos universitários, foi membro da Coalizão Central com sede em Atenas formado por Georgios Papandreou.

## Carreira política
Anastasiades foi eleito para a Câmara dos Representantes do Chipre, pela primeira vez, em 1981 e foi líder de seu partido desde 8 de junho de 1997.
Anastasiadis apoiou o Plano Annan para Chipre, embora a maioria (61%) do seu partido tenha votado contra. Alguns membros da oposição interna chegaram a pedir sua renúncia. Muitos quadros do partido estavam inflados, devido à carta de Anastasiades ao Parlamento Europeu, alegando que o governo esmagava a liberdade de expressão e os direitos humanos durante a campanha do plebiscito.
Nicos Anastasiades e o seu homólogo cipriota turco começaram seu mandato em outubro de 2013, atraindo o interesse de meios de comunicação internacionais e de líderes mundiais, incluindo o então presidente dos Estados Unidos, Barack Obama.
Em março de 2012, Nicos Anastasiades foi indicado como candidato à eleição presidencial cipriota de 2013, contra o seu rival Eleni Theocharous, em uma votação entre os 1.008 delegados da Aliança Democrática. Nicos Anastasiades ganhou 673 votos (86,73%) e Theocharous, 103 (13,27%). No primeiro turno da eleição presidencial em 17 de fevereiro de 2013, Anastasiades ganhou 45% dos votos, enquanto Stavros Malas e George Lillikas ganharam 26,9% e 24,9%, respectivamente. Ele venceu a eleição no segundo turno, com 57,48% dos votos . Em particular, compromete-se a implementar as reformas estruturais exigidas pela Comissão Europeia a fim de obter ajuda económica.
Reduziu os benefícios sociais, pensões e salários nos sectores público e privado, ao mesmo tempo que aumentou o IVA e os impostos sobre os combustíveis. Decidiu também reduzir o número de funcionários públicos.
A 7 de outubro de 2022, foi agraciado com o grau de Grande-Colar da Ordem do Infante D. Henrique, de Portugal.

### Suspeitas de evasão fiscal
Em Outubro de 2021, o seu nome é mencionado nos Pandora Papers.